# مادس مينساه لارسن
مادس مينساه لارسن (بالدنماركية: Mads Mensah Larsen)‏ مواليد 12 أغسطس 1991، هو لاعب كرة يد دانمركي يلعب كوسط مدافع. مثل منتخب الدنمارك لكرة اليد. شارك في دورة الألعاب الأولمبية الصيفية سنة 2016.

## سجل المنافسة
شارك في البطولات التالية:
- بطولة العالم لكرة اليد للرجال 2015
- بطولة أوروبا لكرة اليد للرجال 2014
- بطولة أوروبا لكرة اليد للرجال 2016
- الألعاب الأولمبية الصيفية 2016

## الإنجازات
- الدوري الألماني لكرة اليد
  -  ذهبية: 2015–16
  -  فضية: 2015–16
- الدوري الدنماركي لكرة اليد:
  -  ذهبية: 2012، 2013

## روابط خارجية
- مادس مينساه لارسن على موقع الاتحاد الأوروبي لكرة اليد (الإنجليزية)
- مادس مينساه لارسن على موقع الدوري الألماني لكرة اليد (الألمانية)
- مادس مينساه لارسن على موقع أوليمبيديا (الإنجليزية)